# Вашингтон, Данте
Данте Денин Вашингтон (англ. Dante Deneen Washington; род. 21 ноября 1970, Балтимор, Мэриленд) — американский футболист, выступавший на позиции нападающего.

## Биография

### Университетский футбол
Вашингтон обучался в Радфордском университете по двум специальностям — «История» и «Политология». Играя за университетскую футбольную команду «Радфорд Хайлендерс», в Национальной ассоциации студенческого спорта забил 82 мяча и отдал 66 результативных передач.

### Клубная карьера
Профессиональную карьеру Вашингтон начал в шоубольном клубе «Вашингтон Уортогс» из Континентальной лиги шоубола, где выступал два сезона — 1994 и 1995.
В июле 1996 года Вашингтон присоединился к клубу MLS «Коламбус Крю». В MLS дебютировал 20 июля в матче против «Сан-Хосе Клэш».
9 августа 1996 года Вашингтон с драфт-пиком был обменян в «Даллас Бёрн» на открывшуюся позицию в рейтинге распределения. За «Даллас Бёрн» дебютировал 25 августа в матче против «Лос-Анджелес Гэлакси», в котором, выйдя на замену на 70-й минуте, шесть минут спустя забил победный гол. 20 апреля 1997 года в матче против «Колорадо Рэпидз» забил два гола и отдал две голевые передачи, за что был назван игроком недели в MLS. 9 июля в Матче всех звёзд MLS 1997 забил гол. 18 июля в матче против «Сан-Хосе Клэш» оформил первый хет-трик в истории «Даллас Бёрн», после чего во второй раз в сезоне был назван игроком недели в MLS. 26 июня 1999 года в матче против «Нью-Инглэнд Революшн» получил разрыв медиальной коллатеральной связки правого колена, из-за чего пропустил восемь следующих матчей.
6 февраля 2000 года, в день Супердрафта MLS, Вашингтон был обменян обратно в «Коламбус Крю» на третий общий пик драфта. 18 марта в матче стартового тура сезона 2000 против «Тампа-Бэй Мьютини» забил свой первый гол за «Коламбус Крю». В июле забил пять мячей в шести матчах, за что был назван игроком месяца в MLS. 29 июля в Матче всех звёзд MLS 2000 отметился голом и голевой передачей. 16 июня 2001 года в матче против «Тампа-Бэй Мьютини» трижды забил и дважды ассистировал, за что был назван игроком недели в MLS. По окончании сезона 2002 Вашингтон покинул «Коламбус Крю».
12 апреля 2003 года подписал контракт с клубом Эй-лиги «Верджиния-Бич Маринерс». 18 апреля в матче стартового тура сезона 2003 против «Цинциннати Риверхокс» забил два гола и отдал одну голевую передачу. По итогам сезона 2003, в котором стал вторым лучшим бомбардиром чемпионата с 18 голами, был включён в первую символическую сборную Эй-лиги. 15 февраля 2004 года переподписал контракт с «Маринерс» на сезон 2004. В сезоне 2004 совместно с Аланом Гордоном стал лучшим бомбардиром Эй-лиги, забив 17 мячей, и во второй раз подряд попал в первую символическую сборную.
8 октября 2004 года Вашингтон вновь вернулся в «Коламбус Крю», подписав многолетний контракт. 26 апреля 2005 года «Коламбус Крю» отчислил Вашингтона.
20 мая 2005 года права на Вашингтона были выкуплены «Реал Солт-Лейк». За РСЛ он дебютировал на следующий день в матче против своего бывшего клуба «Коламбус Крю». По окончании сезона 2005 «Реал Солт-Лейк» отчислил Вашингтона.
22 февраля 2006 года Вашингтон подписал контракт с шоубольным клубом «Балтимор Бласт» из MISL. В составе клуба стал чемпионом лиги сезона 2005/06.

### Международная карьера
За сборную США Вашингтон сыграл шесть матчей и забил в них два мяча.
| Статистика | Статистика      | Статистика                                          | Статистика | Статистика | Статистика | Статистика                          |
| №          | Дата            | Место проведения                                    | Соперник   | Счёт       | Голы       | Соревнование                        |
| ---------- | --------------- | --------------------------------------------------- | ---------- | ---------- | ---------- | ----------------------------------- |
| 1          | 12 марта 1991   | «Лос-Анджелес Мемориэл Колизеум», Лос-Анджелес, США | Мексика    | 2:2        | 1          | Кубок североамериканских наций 1991 |
| 2          | 16 марта 1991   | «Мёрдок Стэдиум», Торранс, США                      | Канада     | 2:0        | 1          | Кубок североамериканских наций 1991 |
| 3          | 16 октября 1993 | «Эй Джей Симеон Стэдиум», Хай-Пойнт, США            | Украина    | 1:2        | —          | Товарищеский матч                   |
| 4          | 23 октября 1993 | «Гудман Стэдиум», Бетлехем, США                     | Украина    | 0:1        | —          | Товарищеский матч                   |
| 5          | 7 ноября 1993   | «Фуллертон Стэдиум», Фуллертон, США                 | Ямайка     | 1:0        | —          | Товарищеский матч                   |
| 6          | 4 июня 1997     | «Биг Арк Стэдиум», Сент-Луис, США                   | Парагвай   | 0:0        | —          | Товарищеский матч                   |

В составе сборной США до 23 лет завоевал золотую медаль Панамериканских игр 1991. Принимал участие в летних Олимпийских играх 1992.

### Постспортивная деятельность
Комментировал футбол на кабельном телеканале Time Warner.
Получил степень магистра делового администрирования в Колледже бизнеса имена Фишера Университета штата Огайо.
Работал в Nationwide Insurance на должности старшего консультанта по стратегическим партнёрствам и развитию бизнеса.
9 июля 2019 года Вашингтон был назначен директором по стратегическим партнёрствам и развитию бизнеса «Коламбус Крю».

## Достижения
Командные
 «Даллас Бёрн»
- Обладатель Открытого кубка США: 1997

 «Коламбус Крю»
- Обладатель Открытого кубка США: 2002

 «Балтимор Бласт»
- Чемпион MISL: 2005/06

Индивидуальные
- Участник Матча всех звёзд MLS: 1997, 2000
- Игрок месяца в MLS: июль 2000
- Лучший бомбардир Эй-лиги[англ.]: 2004 (17 мячей)
- Член первой символической сборной Эй-лиги[англ.]: 2003, 2004